# Deus pessoal
Um deus pessoal, é uma divindade que pode ser relacionada como uma pessoa, tem uma personalidade, ao contrário de do que seria uma divindade despersonalizada, tal como uma força impessoal, como o Absoluto , "o Todo" ou a "Base do Ser". Em outras palavras, o Deus pessoal possui uma volição, emoções (como ficar triste), intenções, e outras características de uma pessoa.
Nas escrituras das religiões abraâmicas, Deus é descrito como sendo um criador pessoal, falando na primeira pessoa e mostrando emoções como raiva e orgulho, e às vezes aparecendo em forma antropomórfica.  No Pentateuco, por exemplo, Deus fala e instrui seus profetas e é concebido como possuidor de volição, emoções (como raiva, tristeza e felicidade), intenção e outros atributos característicos de uma pessoa humana. Os relacionamentos pessoais com Deus podem ser descritos da mesma forma que os relacionamentos humanos, como um Pai, como no Cristianismo, ou um amigo como no sufismo.
Uma pesquisa de 2019 do Pew Research Center relatou que, dos adultos norte-americanos, 70% vêem que "Deus é uma pessoa com quem as pessoas podem se relacionar", enquanto 15% acreditam que "Deus é uma força impessoal".  Uma pesquisa de 2019 do National Opinion Research Center relata que 77,5% dos adultos dos EUA acreditam em um deus pessoal.  A pesquisa do Panorama Religioso de 2014 realizada pela Pew relatou que 77% dos adultos dos EUA acreditam em um deus pessoal.

## Judaísmo
A teologia judaica afirma que Deus não é uma pessoa. Isso também foi determinado várias vezes no Antigo Testamento, que é considerado pelos judeus uma autoridade indiscutível para sua fé (Oséias 11 9: "Eu sou Deus, e não um homem". Números 23 19: "Deus não é um homem , para que minta ". 1 Samuel 15 29:" Ele não é uma pessoa para que se arrependa ". No entanto, existem referências frequentes a características antropomórficas de Deus na Bíblia Hebraica, como a " Mão de Deus ". O judaísmo sustenta que estes devem ser entendidos apenas como figuras de linguagem. Seu propósito é tornar Deus mais compreensível para o leitor humano. Como Deus está além da compreensão humana, existem diferentes maneiras de descrevê-lo. Diz-se que ele é pessoal (no sentido da capacidade das pessoas de orar a Deus) e impessoal (no sentido da incapacidade das pessoas de chegar a Deus): Ele tem um relacionamento com sua criação, mas está além de todos os relacionamentos.

## Cristianismo
No caso da crença cristã na Trindade, se o Espírito Santo é impessoal ou pessoal, é objeto de disputa, com especialistas no tema debatendo o assunto. Acredita-se que Jesus (ou Deus Filho) e Deus Pai sejam duas pessoas ou aspectos do mesmo Deus. Jesus é da mesma ousia ou substância de Deus Pai, manifestado em três hipóstases ou pessoas (o Pai, o Filho e o Espírito Santo). Os cristãos não trinitários contestam que Jesus seja uma "hipóstase" ou pessoa de Deus.

## Islamismo
O Islã rejeita a doutrina da Encarnação e a noção de um deus pessoal como antropomórfico, porque é visto como humilhante a ideia de transcendência de Deus. O Alcorão prescreve o critério transcendental fundamental no seguinte versículo: "Não há nada semelhante a Ele" [Alcorão 42:11]. Portanto, o Islã rejeita estritamente todas as formas de antropomorfismo e antropopatismo do conceito de Deus e, portanto, rejeita categoricamente o conceito cristão da Trindade ou divisão de pessoas na Divindade

## Fé Bahà' e Deísmo
Na Fé Baháʼ, Deus é descrito como "um Deus pessoal, incognoscível, inacessível, a fonte de toda a Revelação, eterno, onisciente, onipresente e onipotente ". Embora transcendente e inacessível diretamente, sua imagem se reflete em sua criação. O propósito da criação é que o criado tenha a capacidade de conhecer e amar seu criador. Deus comunica sua vontade e propósito à humanidade por meio de intermediários, conhecidos como Manifestações de Deus, que são os profetas e mensageiros que fundaram as religiões desde os tempos pré-históricos até os dias atuais.
Em geral, a maioria dos deístas vê Deus como um deus pessoal. Isso é ilustrado pelas afirmações do século 17 de Lord Edward Herbert, universalmente considerado o Pai do Deísmo Inglês, que afirmava que existe um Deus Supremo e que ele deve ser adorado. No entanto, o deísmo é uma crença geral que abrange pessoas com várias crenças específicas, e a noção de Deus como um deus pessoal não pode ser atribuída a todos os deístas.
O Deísmo cristão, termo aplicado tanto a cristãos que incorporam princípios deístas em suas crenças quanto a deístas que seguem os ensinamentos morais de Jesus sem acreditar em sua divindade. No que diz respeito àqueles que são essencialmente deístas que seguem os ensinamentos morais de Jesus, estes são um subconjunto dos deístas clássicos. Conseqüentemente, eles acreditam em um deus pessoal, mas não necessariamente acreditam em um relacionamento pessoal com Deus.
Os Deístas clássicos, a seu turno, aderem à noção comum que certamente acreditam em um deus pessoal porque essas noções incluem a crença de que Deus distribui recompensas e punições nesta vida e depois dela. Isso não é algo que seria feito por uma força impessoal. No entanto, um relacionamento pessoal com Deus não é contemplado, visto que viver uma vida virtuosa e piedosa é visto como o principal meio de adorar a Deus.
Os deístas humanistas aceitam os princípios fundamentais do deísmo, mas incorporam as crenças humanistas à sua fé. Assim, os deístas humanistas acreditam em um deus pessoal que criou o universo. O elemento-chave que separa os deístas humanistas de outros deístas é a ênfase na importância do desenvolvimento humano sobre o desenvolvimento religioso e nas relações entre os seres humanos sobre as relações entre os humanos e Deus. Aqueles que se identificam como deístas humanistas podem adotar uma abordagem baseada no que é encontrado no deísmo clássico e permitir que sua adoração a Deus se manifeste principalmente (ou exclusivamente) na maneira como tratam os outros. Outros deístas humanistas podem priorizar seus relacionamentos com outros seres humanos ao invés de seu relacionamento com Deus, mas ainda manter um relacionamento pessoal com o Ser Supremo.
Os pandeistas acreditam que, no processo de criação do universo, Deus passou por uma metamorfose de ser ou força consciente e senciente para uma entidade inconsciente e sem resposta ao se tornar o universo. Consequentemente, os pandeistas não acreditam que um deus pessoal exista atualmente.
Os adeptos do polideísmo rejeitam a noção de que um Ser Supremo teria criado o universo e depois o deixado por sua própria conta, o que é uma crença comum compartilhada por muitos deístas. Em vez disso, eles concluem que vários deuses que são sobre-humanos, mas não onipotentes, criaram partes do universo. Polideístas têm uma crença afirmativa de que os deuses que criaram o universo estão completamente alheios ao mundo e não representam ameaça e não oferecem esperança para a humanidade. Eles veem uma vida virtuosa e piedosa como os componentes principais da adoração a Deus, aderindo firmemente a uma das noções comuns estabelecidas por Herbert. Assim, os polideístas acreditam que existem vários deuses pessoais. No entanto, eles não acreditam que podem ter um relacionamento com qualquer um deles.
Os deístas científicos acreditam, com base em uma análise utilizando o método científico, que um deus pessoal criou o universo. Esta análise não encontra evidências de um propósito que Deus possa ter tido para a criação do universo ou de que Deus tentou comunicar tal propósito à humanidade. Portanto, conclui que não há outro propósito para a criação senão aquele que os seres humanos escolhem fazer para si próprios.  Assim, os deístas científicos acreditam em um deus pessoal, mas geralmente não acreditam nas relações entre Deus e os seres humanos, porque acreditam que não há prova de um propósito para a criação.
O deísmo espiritual é uma crença nos princípios fundamentais do deísmo, com ênfase na espiritualidade, incluindo as conexões entre os humanos e entre si, a natureza e Deus. Dentro do deísmo espiritual, existe uma crença absoluta em um deus pessoal como o criador do universo, juntamente com a habilidade de construir um relacionamento espiritual com Deus.  Embora o deísmo espiritual não seja dogmático, seus seguidores geralmente acreditam que não pode haver progresso para a humanidade sem a crença em um deus pessoal.

## Religiões Indianas

### Hinduísmo
O Vaishnavismo e o Shaivismo, tradições do Hinduísmo, subscrevem a natureza pessoal última de Deus. O Vishnu Sahasranama declara a pessoa de Vishnu como o Paramatma (alma suprema) e Parameshwara (Deus supremo), enquanto o Rudram descreve o mesmo sobre Shiva. Na teologia centrada em Krishna (Krishna é visto como uma forma de Vishnu pela maioria, exceto no vaixnavismo gaudia), o título Svayam Bhagavan é usado exclusivamente para designar Krishna em sua característica pessoal, ele se refere à tradição Gaudiya Vaishnava, o Nimbarka Sampradaya e seguidores de Vallabha, enquanto a pessoa de Vishnu e Narayana é às vezes referida como o deus pessoal final de outras tradições Vaishnava.

### Jainismo
O Jainismo nega explicitamente a existência de um deus transcendente não pessoal e afirma explicitamente a existência de deuses pessoais. Todos os deuses no Jainismo são pessoais. Um dos principais pontos de disputa entre Digambara e Shwetambara é o gênero dos deuses. Os deuses digambara só podem ser homens, e qualquer homem com pelo menos oito anos de idade pode se tornar deus se seguir o procedimento correto. Os deuses jainistas são eternos, mas não são sem princípio. Além disso, os deuses jainistas são oniscientes, mas não onipotentes. Eles às vezes são chamados de quase-deuses devido a esse motivo.

## Religiões politeísticas antigas
A definição mais ampla deste termo é um deus que é um ser pessoal, isto é, um ser com personalidade, incluindo a capacidade da razão e de sentir amor, como nos casos de Zeus, Apolo, Atena, e outras deidades politeístas.